# نوسازی پایدار
نوسازی پایدار(به انگلیسی: Sustainable_refurbishment) کار کردن بر روی ساختمان‌های موجود به منظور بهتر شدن نمود محیطی آن‌ها و هم چنین بکار بردن روش‌ها و مصالح پایدار را توصیف می‌کند.
نوسازی پایدار معادل توسعه پایدار است که این توسعه جدیدی از شهرها، ساختمان‌ها یا سایر صنعت‌ها را شرح می‌دهد. نوسازی پایدار عایق کاری و فشارهای وابسته به کاهش مصرف انرژی ساختمان‌ها، استقرار منابع انرژی تجدیدپذیر نظیر گرمایش آب خورشیدی و فوتوولتائیک‌ها، فشارها برای کاهش مصرف آب و تغییر برای کاهش هر گرمایشی و همچنین بهتر شدن تهویه و شرایط آسایش داخلی را شامل می‌شود.
روند نوسازی پایدار تا حد ممکن کم کردن اجزا زائد موجود، بازیافت کردن و بکار بردن مصالح مساعد (موافق) محیط، و تا حد ممکن کم کردن مصرف انرژی، اختلال و اتلاف در طول نوسازی است.
اهمیت نوسازی پایدار این است که اکثریت ساختمان‌های مورد استفاده جدید نیستند بنابراین زمانی که استاندارهای انرژی کم یا موجود نبوده‌اند ایجاد شده‌اند، در غیر اینصورت با استانداردهای رایج و توقعات مصرف کنندگان ناسازگار هستند. بیشتر سرمایه ساختمان موجود محتمل بر مورد استفاده قرار گرفتن برای سال‌های فراوان بعد از تخریب و نوسازی است که اغلب مبلغی غیرقابل قبول برای قیمت گذاشتن است. راهکار این است که تازه یا نو کردن این قبیل ساختمان‌ها بنا بر مناسب ایجاد کردن آن‌ها برای استفاده‌های اخیر و آینده و ادا کردن احتیاجات اخیر و استانداردهای مصرف انرژی و آسایش می‌باشد.
نوسازی پایدار یک راه کار (ایده) جدید نیست بلکه بدست آوردن شناخت و اهمیتی می‌باشد که به علت نگرانی‌های اخیردربارهٔ مصرف بالای انرژی که منجر به تغییر پیدا کردن آب و هوا، زیاد گرم شدن در ساختمان‌ها، نیاز برای محیط‌های داخلی سالم، پیوند پیدا کردن اتلاف و صدمه محیطی با تولید مصالح می‌باشد.
بعضی از دولت‌ها در حال بیدار شدن برای اهمیت نوسازی پایدار ساختمان‌های موجود، ترجیحاً فقط برای بالا بردن استانداردهای ساختمان‌های جدید و پیشرفت‌ها، ایجاد راهنمایی و امتیازها و سایر حمایت‌ها و تحریک فعالیت‌ها هستند. تینک تنک‌ها، گروه‌های سخنران و سازمان‌های داوطلب به عمومیت رساندن و توسعه دادن ضرورت‌ها برای طرز اجرای نوسازی پایدار را دنبال می‌کنند. نمونه‌ها و پروژه‌های اثبات شده در کشورهای متعدد فراوان هستند.
تکنیک‌های نوسازی پایدار سال‌های پیش ایجاد شده بوده و به‌هرحال این اصول خیلی شبیه آن‌هایی که روی ساختمان‌های جدید بکار برده شده‌است، هستند. تکنیک و دیتیل‌های مناسب برای ایجاد درگستره وسیع در ساختمان‌های قدیمی به توسعه راه حل‌ها و راهنمایی‌های خاصی نیاز داردکه فرایند را بهینه و از مشکلات بعدی جلوگیری بکند. راهنمایی تکنیک پرجزئیات به‌طور گسترده در دسترس منابع حامی دولت‌ها است.

## ارزیابی تأثیر هندسه و جهت‌گیری تنگه بر بارهای سرمایشی
در سر تا سر دنیا شهرها با تأثیرات زیست‌محیطی ناشی از توسعه شهری روبه رو هستند. مقدار زیادی از این توسعه در عرض‌های جغرافیایی نیمه حاره استوایی که شامل مناطق گرم و خشک می‌شود رخ می‌دهد. شهرسازی در این مناطق منجر به تراکم و هرز روی شهری و تغییر در کاربری زمین (که معمولاً بدون برنامه‌ریزی هستند) و می‌توانند عواقب زیست‌محیطی قابل ملاحظه‌ای داشته باشند. آب و هوای شهری که تحت تأثیر الگوی کاربری زمین، فعالیت‌های گرمازا وبافت فیزیکی ساخت و ساز شهری است تأثیر به سزایی بر آسایش محیط بیرون و همچنین مصرف انرژی ساختمان دارد. بنابراین ارزیابی اقلیم شهری و بهبود آن به معنای طراحی مناسب شهری می‌تواند شاید یک محیط زیست پاسخ گو در برابر استراتژی‌های مصرف بهینه انرژی ارائه دهد. شهرسازی به‌طور کلی همراه است با افزایش دمای هوای شبانه و تفاوت دمای شهری و روستایی با افزایش ساخت و ساز روبه افزایش می‌رود. در آب و هوای گرم این گرمای شهری موجب تشدید نارضایتی از دما و افزایش استفاده از سیستم‌های تهویه هوا می‌شود به هر حال در نواحی گرم و خشک سرمایش در شب مؤثرتر است به این علت که دمای هوا به میزان قابل توجهی افت می‌یابد، و گرمای شب در شهر مشکل کمتری ایجاد می‌کند در این موارد ماکزیمم دمای هوا و فشار دمایی در روز از اهمیت بیشتری برخوردار است.
مطالعات نشان داده است که دمای هوای روزانه شهری ممکن است از روستاهای اطراف بالاتر یا پایین‌تر باشد اما آن تفاوت‌ها با شهر ممکن است مخصوصاً به علت تفاوت زمین‌های محلی و عناصر ساختمانی بیشتر شود. به خصوص، اندازه‌گیری‌ها در آب و هوای گرم و خشک نشان داده است که تفاوت‌های داخل شهری آب و هوا و دمای سطحی به تفاوت‌های فرم شهری مرتبط است برای مثال هندسهٔ باریکهٔ خیابانی.
همان طور که توسط اِمانول اِت آن اشاره شد کاهش متوسط گرمای شهری (OHI) طبق مطالعات با افزایش بازتاب نور و فضای سبز ارتباط دارد. اما کمبود مطالعات در زمینه سایه اندازی شهری که اهمیت زیادی در بسیاری از مناطق استوایی با روند سریع شهرسازی دارد وجود دارد. با توجه به نتایج یک آنالیز از تأثیر نسبت‌های جانبی در آسایش بیرونی (دمای معادل فیزیولوژیکال هوپ، PET index) در شهر استوایی کولومبو، سری لانکا، نویسنده اشاره می‌کند که وظیفهٔ نقشه کشان شهر در این مناطق می‌تواند راهنمایی رشد شهر به سمت رشد سایه باشد.
کارهای تجربی برای این مناطق توجه به تنگه‌های شهری عمیق تری همراه با نسبت وجهی بالاتری را پیشنهاد می‌کنند (ارتفاع ساختمان به عرض خیابان H/W) که سایهٔ بیشتری در سطح خیابان در طول روز فراهم می‌کند. در این حالت، یک تأثیر منفی بر خنک شدن شبانه و تهویهٔ شبانهٔ طبیعی به وجود می‌آید که بادهای شبانه محدودیت بیشتری با نسبت وجهی بالاتر دارند. بدین گونه یک نقطه ضعف ساخت و ساز متراکم کاهش سطح جریان باد در خیابان است. همان گونه که توسط علی تودرت و میر بیان شده پیکربندی تنگه‌های خیابانی تأثیری روی هر دو مورد خرد اقلیم بیرون و فضای درون دارد و در نتیجه روی حساسیت دمایی مردم و همین‌طور روی مصرف انرژی در سازه‌های شهری تأثیر می‌گذارد. با توجه به دشواری معنی کردن راه حل سازگار میان تراکم و باز بودن به آسمان از نوسانات فصلی و محلی، این نویسندگان تحقیقات بیشتری را برای ثابت کردن اطلاعات کمی دربارهٔ فرم‌های خیابان‌های بهینه برای تنظیم آب و هوای مناسب توصیه می‌کنند این هدف تحقیق هدف حاضر است که تأثیر مستقیم تنگه‌های شهری (فرم‌های شهری) را روی نیازهای انرژی برای تهویهٔ هوا برای دوره تابستان در ساختمان آنالیز می‌کند.
نیازهای سرمایشی یک ساختمان دو قسمتی متراکم که دمای هوای داخلی از ژانویه تا آگوست 2006 مورد نظارت بوده‌است در وضعیت‌های متفاوت توسط دگرگونی فرضی شاخصه‌های مواد اطراف شبیه‌سازی شده‌است. برنامه شبیه‌سازی وضعیت هوای داخلی و انرژی گرمایی (IDA) برای شبیه‌سازی دمایی مورد استفاده قرار گرفت ساختمان تحت نظر به عنوان مرجع برای سنجش مدل شبیه‌سازی در IDA در نظر گرفته شده‌است که بعداً برای شبیه سازی‌های انرژی و دمایی توسط تغییر هندسه خورشیدی مورد توجه واقع شد. برای این تحقیق تغییرات دمای هوای بیرونی به علت تفاوت‌ها در جهت‌گیری تنگه‌های خیابانی و نسبت‌های وجهی در شبیه‌سازی در نظر گرفته نشده‌اند با این وجود، اکثراً تأثیرات هندسه شهری بر روی بارهای سرمایش داخلی به عنوان تداخل‌های تابش و باد در نظر گرفته شدند.
همچنین یک آنالیز تکمیلی از سایه اندازی و شرایط وزش باد در تنگه‌های خیابانی ارائه شده‌است که نتایج به دست آمده بارهای سرمایشی داخل محیطی را برای وضعیت‌های مختلف تأیید می‌کرد. 

### مستلزمات طراحی شهری
با توجه به شبیه سازی، راهنمایی‌های متعددی می‌توان ارائه داد که به نقشه کشان شهری در طراحی پایدارتر شهرها در مناطق گرم و خشک کمک کند :
•	خیابان‌های پهن با محور شرق غرب و با نمای شمال جنوب م. جب بارهای سرمایشی کمتری حتی بدون سایه اندازی مشترک می‌شوند (این وضعیت حتی برای دسترسی به نور خورشید در زمستان هم پاسخ گو است)
•	برای یک محله مشابه بهترین بافت شهری توسط خیابان‌های شمال جنوب با نسبت وجهی بالاتر و خیابان‌های شرق غرب با نسبت وجهی پایین‌تر است.
با توجه به عملکرد ورودی‌های ساختمان می‌توان اشاره کرد که مدیریت پاسخ گوی آب و هوایی با بستن دریچه‌های عایق طی روز در ساختمان شبیه‌سازی شده نیازهای سرمایشی را به شدت پایین می‌آورد . در نتیجه تأثیر تراکم قابل چشم پوشی است. با این حال در ساختمان‌های اداری که سکونت در روز بیشتر رایج است و همراه با استفاده از نور روز است پنجره‌های ضد نور زیاد استفاده نمی‌شود. با توجه به این که بسیاری از ساختمان‌های اداری بایک درصد بالای شیشه ساخته شده‌اند، یک تعریف از نسبت وجهی مناسب برای جهت یابی محورهای خیابانی در این اهمیت زیادی را می‌طلبد.